# Pityohyphantes tacoma
Pityohyphantes tacoma là một loài nhện trong họ Linyphiidae.
Loài này thuộc chi Pityohyphantes. Pityohyphantes tacoma được Ralph Vary Chamberlin & Wilton Ivie miêu tả năm 1942.